# クリスティアン (ザクセン＝アイゼンベルク公)
クリスティアン（ドイツ語：Christian, 1653年1月6日 - 1707年4月28日）は、ザクセン＝アイゼンベルク公（在位：1675年 - 1707年）。

## 生涯
クリスティアンは、ザクセン＝ゴータ＝アルテンブルク公エルンスト1世とエリーザベト・ゾフィア・フォン・ザクセン＝アルテンブルクの8男として生まれ、成人した息子の中では5番目にあたる。
クリスティアンは1672年より他の兄弟と共にオランダ、スイス、イタリア、フランスなどを訪れ、早くから歴史と芸術に関心を持つようになった。1675年に父エルンスト1世が死去した後、クリスティアンは兄弟らと共にザクセン＝ゴータを統治することとなった。アイゼンベルクを居所とし、1677年にクリスティアンスブルク城を建設した。1680年に締結された公領の分割条約の後、クリスティアンはアイゼンベルクおよびロンネブルク、ロダ、カンブルクの町を保持した。晩年、錬金術に大きな関心を持つようになった。
クリスティアンはかなりの借金を残してアイゼンベルクで死去したが、兄弟であるザクセン＝コーブルク公アルブレヒトやザクセン＝レームヒルト公ハインリヒと同様に息子がいなかった。クリスティアンの領地は、他の兄弟やその子孫の間で「コーブルク・アイゼンベルク・レームヒルトの相続争い」として争われ、1735年まで解決しなかった。

## 子女
1677年2月13日にメルゼブルクにおいて、ザクセン＝メルゼブルク公クリスティアン1世の娘クリスティアーネと結婚し、1女のみが生まれた。
- クリスティアーネ（1679年3月4日 - 1722年5月24日） - 1699年2月15日にシュレースヴィヒ＝ホルシュタイン＝ゾンダーブルク＝グリュックスブルク公フィリップ・エルンストと結婚

1681年2月9日にダルムシュタットにおいて、ヘッセン＝ダルムシュタット方伯ルートヴィヒ6世の娘ゾフィー・マリーと再婚したが、子供は生まれなかった。